# 토르데시야스

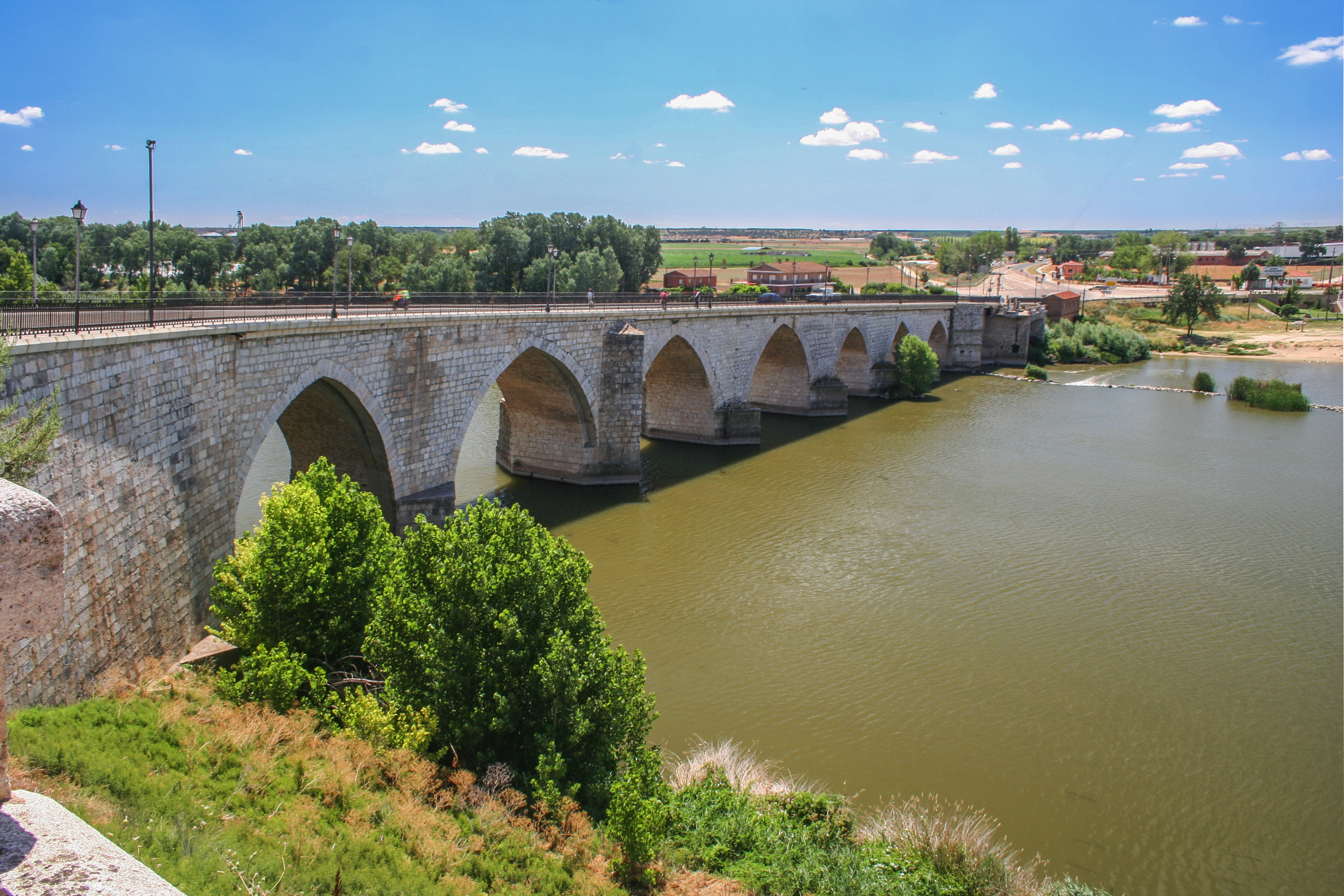
도루강을 지나는 다리

토르데시야스(스페인어: Tordesillas)는 스페인 카스티야이레온 지방 바야돌리드 주에 있는 마을이다. 주도(州都)인 바야돌리드로부터 남서쪽으로 25 km 정도 떨어져 있다.
토르데시야스는 도루강의 중류 지역에 있고, 마드리드로 이어지는 4번 고속국도가 지난다. 2009년 집계 당시 인구는 약 9천명이다.

## 역사

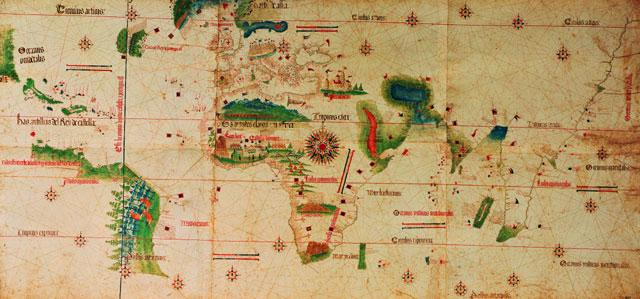
칸티노 세계지도 (1502년), 토르데시야스를 본초 자오선으로 삼았다.

시예야스 언덕에 로마 제국 시대 건축물이 남아있고, 레콘키스타 시기에 도루강을 방어하기 위해 지어진 둑이 있다. 1262년 카스티야의 알폰소 11세의 인가로 마을이 세워졌고, 1325년 카스티야 왕국의 궁전을 지으면서 널리 알려지게 되었다. 15세기에는 몇 차례의 의회가 토르데시야스에서 열리기도 하였다. 1476년 가톨릭 군주 세력과 후아나 라 벨트라네하가 충돌하였을 때, 도시는 가톨릭 군주 편에 섰다.
1494년 토르데시야스 조약이 체결되어 스페인과 포르투갈 사이의 식민지를 둘러싼 분쟁이 마무리 되었다.